# Andrzejewo
Andrzejewo è un comune rurale polacco del distretto di Ostrów Mazowiecka, nel voivodato della Masovia.
Ricopre una superficie di 118,64 km² e nel 2004 contava 4 523 abitanti.